# Ingeleben
Ingeleben er en kommune i den sydlige del af Landkreis Helmstedt, i den sydøstlige del af den tyske delstat Niedersachsen. Den har en befolkning på omkring 	390 mennesker (2012), og er
en del af amtet (Samtgemeinde) Heeseberg.
Beierstedt ligger syd for Naturpark Elm-Lappwald, omkring 20 km øst for Wolfenbüttel og 15 km sydvest for Helmstedt.